# Lista de filmes portugueses de 1953
Lista de filmes portugueses de longa-metragem lançados comercialmente em Portugal em 1953, nas salas de cinema.
Notas: Na secção coprodução, passando o cursor sobre a bandeira aparecerá o nome do país correspondente.
| # | Filme                   | Realização          | Género                  | Estreia       | Coprodução |
| - | ----------------------- | ------------------- | ----------------------- | ------------- | ---------- |
| 1 | Chaimite                | Jorge Brum do Canto | Drama, ação, biografia  | 4 de abril    | —          |
| 2 | Chikwembo!              | Carlos Marques      | Drama                   | 31 de agosto  | —          |
| 3 | O Comissário de Polícia | Constantino Esteves | Comédia                 | 21 de janeiro | —          |
| 4 | Duas Causas             | Henrique Campos     | Drama                   | 1 de janeiro  | —          |
| 5 | Planície Heróica        | Perdigão Queiroga   | Drama                   | 3 de setembro | —          |
| 6 | Rosa de Alfama          | Henrique Campos     | Drama, musical, comédia | 3 de julho    | —          |